# ÖBB 1985 sorozat
Az ÖBB 1985 sorozat (korábban BBÖ 1085 sorozat) egy osztrák Bo tengelyelrendezésű villamosmozdony-sorozat volt. 1913-ban gyártott az AEG és a Grazer Waggonfabrik. Összesen négy db készült belőle. A sorozatot 1961-ben selejtezték.